# Anisozyga diazeuxis
Anisozyga diazeuxis là một loài bướm đêm trong họ Geometridae.